# Nombre de Rossby
El nombre de Rossby {\displaystyle (Ro)} anomenat així per Carl-Gustav Arvid Rossby, és un nombre adimensional utilitzat per descriure el flux de fluids. El nombre de Rossby és la relació entre la força inercial i la força de Coriolis, els termes {\displaystyle \left|\mathbf {v} \cdot \nabla \mathbf {v} \right|\sim U^{2}/L} i {\displaystyle \Omega \times \mathbf {v} \sim U\Omega } en les equacions de Navier-Stokes, respectivament. S'utilitza comunament en els fenòmens geofísics dels oceans i de l'atmosfera, on caracteritza la importància de les acceleracions de Coriolis derivades de la rotació planetària. També es coneix com el nombre de Kibel.
En nombre de Rossby ({\displaystyle Ro}, i no {\displaystyle R_{o}}) es defineix com:
{\displaystyle \mathrm {Ro} ={\frac {U}{Lf}}}
on:
- {\displaystyle U} = escales de velocitat.
- {\displaystyle L} = longitud característica del fenomen.
- {\displaystyle f=2\Omega \sin {\phi }}és la freqüència de Coriolis, on {\displaystyle \Omega } és la freqüència angular de la rotació planetària i {\displaystyle \phi } la latitud.

Un nombre de Rossby petit significa un sistema fortament afectat per les forces de Coriolis, i un nombre de Rossby gran significa un sistema en el qual dominen les forces inercials i centrífugues. Per exemple, en tornados, el nombre de Rossby és gran {\displaystyle (Ro\approx 10^{3})}, en sistemes de baixa pressió és baix {\displaystyle (Ro\approx 0,1-1)}, i en els sistemes oceànics és de l'ordre de la unitat, però depenent dels fenòmens pot variar en diversos ordres de magnitud {\displaystyle (Ro\approx 10^{-2}-10^{2})}. Com a resultat, en els tornados la força de Coriolis és insignificant, i l'equilibri és entre la pressió i les forces centrífugues (anomenat equilibri ciclostròfic). L'equilibri ciclostròfic també ocorre habitualment al nucli intern d'un cicló tropical. En els sistemes de baixa pressió, la força centrífuga és insignificant i l'equilibri és entre Coriolis i les forces de pressió (anomenat equilibri geostròfic). Als oceans, les tres forces són comparables (anomenat equilibri ciclogeostròfic) (vegeu Kantha;Clayson, 2000 per a una figura que mostri escales espacials i temporals de moviments a l'atmosfera i oceans).
Quan el nombre de Rossby és gran (ja sigui perquè {\displaystyle f} és petit, com en els tròpics i en latituds més baixes; o perquè {\displaystyle L} és petit, és a dir, per a moviments a petita escala com ara el flux en una banyera o per a grans velocitats), els efectes de la rotació planetària no són importants i es poden descuidar. Quan el nombre de Rossby és petit, els efectes de la rotació planetària són grans i l'acceleració neta és relativament petita i permet l'ús de l'aproximació geostròfica.